# Lip & Hip
«Lip & Hip» es un sencillo grabado por la cantante y rapera surcoreana Hyuna. Fue lanzado como sencillo digital el 4 de diciembre de 2017, por Cube Entertainment y distribuido por LOEN Entertainment.

## Antecedentes
Hyuna había regresado cuatro meses antes con su sexto miniálbum, Following, que tuvo como canción principal a «Babe».

## Historia y lanzamiento
El 21 de noviembre, Cube reveló que la cantante estaría lanzando un nuevo sencillo el 4 de diciembre, añadiendo que las presentaciones en programas musicales estaban todavía en discusión. El 27 de noviembre, Hyuna reveló en una transmisión de V Live, que la canción era un agradecimiento a sus fanes por su décimo aniversario desde su debut. También reveló que el estilo de música y vestimenta serían diferentes a la de su canción "Babe", la cual fue lanzada cuatro meses antes. Unos días más tarde, fueron lanzadas imágenes promocionales,en donde anunciaban a la canción como un "sencillo de agradecimiento". El 29 de noviembre, fue anunciado que Hyuna asistiría a los Melon Music Awards 2017, y que ella presentaría ahí su nueva canción, dos días antes del lanzamiento oficial. El 2 de diciembre, ella presentó la canción en los Melon Music Awards 2017, en lo que fue su presentación de regreso. El 4 de diciembre de 2017, la canción fue lanzada en distintos portales de música, incluyendo MelOn en Corea del Sur y iTunes en todo el mundo, así como también se publicó el MV oficial de la canción. Hyuna promocionó la canción por casi dos semanas en programas musicales, comenzando el 8 de diciembre en Music Bank de KBS.

## Fondo
El sencillo contiene dos pistas:
- «Lip & Hip». Canción que fue escrita por Hyuna, Scott, Big Sancho y Son Young-jin, y producido por los últimos dos.[10] Fue descrito por Billboard como una pista de baile que presenta características prominentes de EDM y ritmos de hip-hop para "retransmitir el tono pícaro del rapero mientras el coro es impulsado por un palmeo, bajo el canto de Hyuna".[11]
- «Lip & Hip (inst.)». La versión instrumental de la canción.

## Video musical
Un video teaser fue revelado el 1 de diciembre. El MV oficial fue lanzado en conjunción con la canción, el 4 de diciembre. Está descrito por Billboard como "uno de los clips más sugestivos de K-pop en un tiempo, ya que la solista se apropia de la pasión femenina a través de una narración sutil de la mayoría de edad".

## Canciones
| N.º  | Título              | Letras                                  | Música                    | Duración |  |
| 1.   | «Lip & Hip»         | Big Sancho, Son Young-jin, Hyuna, Scott | Big Sancho, Son Young-jin | 3:29     |  |
| 2.   | «Lip & Hip (inst.)» |                                         | Big Sancho, Son Young-jin | 3:29     |  |
| 6:58 |                     |                                         |                           |          |  |

## Posiciones en las listas
| Listas (2017)                           | Posición |
| --------------------------------------- | -------- |
| Corea del Sur (Gaon)                    | 16       |
| Corea del Sur (Billboard Korea)         | 35       |
| Corea del Sur (Gaon Social Chart)       | 2        |
| China (Chinese Music Charts)            | 1        |
| Estados Unidos (US World Digital Chart) | 4        |
| Corea del Sur (K-pop Hot 100)           | 10       |